# Gian Danton
Gian Danton, pseudônimo de Ivan Carlo Andrade de Oliveira (Lavras,  1971) é um escritor e roteirista brasileiro de histórias em quadrinhos, além de professor da Universidade Federal do Amapá.

## Biografia
Começou a escrever quadrinhos com a história Floresta Negra, desenhada por Bené Nascimento (Joe Bennett) e publicada na revista Calafrio da Editora D-Arte. Publicou em diversas editoras, como ICEA, Nova Sampa, Metal Pesado e pela estadunidense Fantagraphics Books
Em 1991 ganhou o prêmio Araxá como melhor roteirista. Seu trabalho mais conhecido na área de quadrinhos foi a graphic novel Manticore, que contava a história do chupa-cabra com clara influência do seriado Arquivo X e dos escritores estadunidenses de ficção científica. Essa revista ganhou os prêmios Angelo Agostini, HQ Mix e Associação Brasileira de Arte Fantástica.
Em 1997, publicou o fanzine A Difícil Arte de Escrever Quadrinhos e foi um dos criados do herói O Gralha, ao lado de Alessandro Dutra, José Aguiar, Antônio Éder, Luciano Lagares, Tako X, Edson Kohatsu, Augusto Freitas e Nilson Müller, o herói foi publicado na revista Metal Pesado (uma revista inspirada nas revistas Heavy Metal e Métal Hurlant), em uma página semanal no caderno Fun do jornal paranaense Gazeta do Povo, na revista Metal Pesado e na revista Wizard, na época da criação, os autores declaram que ele foi criado para homenagear um obscuro personagem curitibano, o Capitão Gralha, criado por Francisco Iwerten na década de 1940, Iwerten chegou a ser premiado no Prêmio Angelo Agostini de 2006 na categoria Mestre do Quadrinho Nacional em 2015, os autores declararam que a história do Capitão Gralha era falsa e foi criada para promover O Gralha. Com a revelação que Iwerten nunca existiu, a Associação dos Quadrinhistas e Caricaturistas do Estado de São Paulo (AQC-ESP), responsável pelo Prêmio Angelo Agostini, retirou a nomeação do suposto quadrinhista.
Foi autor do texto do álbum Histórias de Guerra, com desenhos do veterano Eugênio Colonnese, pela editora Opera Graphica. É autor de diversos livros técnicos nas áreas de comunicação e metodologia científica e das novelas O Anjo da Morte e Spaceballs (editora Hiperespaço) e do livro infantil Os Gatos (Editora Módulo). Tem também se dedicado ao estudo das histórias em quadrinhos, com os livros Watchmen e a teoria do caos (Marca de Fantasia), Ciência e quadrinhos (Marca de Fantasia) e Roteiro para quadrinhos (Popmídia).
Danton criou em parceria com o desenhista Jean Okada a webcomic de ficção científica, do gênero space opera Exploradores do Desconhecido, que também teve um conto escrito por Danton e ilustrado por Jean Okada, publicado na revista Space Opera da editora Júpiter II de José Salles.
Desde 2001 é colunista do site Digestivo Cultura, Em 2006, Gian e o quadrinista Leo Santana criaram o blog colaborativo "Baú da Grafipar", sobre a editora paranaense Grafipar. Também é autor do blog Roteiro de quadrinhos, que traz exemplos de roteiros e textos sobre a arte de escrever roteiros para histórias em quadrinhos. Atualmente, Gian Danton é colaborador da revista MAD e de revistas da Escala Educacional, como a Conhecimento Prático Literatura e Conhecimento Prático Filosofia. Além de publicações oficiais, Danton colabora com fanzines. Em 2007, publica dois romances da Clássicos da Literatura Juvenil da Editora Minuano:"Robin Hood - O Justiceiro da Floresta" e "Ben-Hur" - O Guerreiro Libertador", ambos com capas de Gilvan Lira e ilustrações de Luiz Saidenberg.
- Em 2010, seu conto "Casamento" venceu o I Concurso de Crônicas e Contos, organizado pela Editora Geração,[20] no mesmo ano ao lado do quadrinista cearense JJ Marreiro, Gian criou uma história do Astronauta para o álbum MSP+50, livro em homenagem aos 50 anos de carreira de Mauricio de Sousa,[21]  Marreiro também ilustra uma novela de Exploradores do Desconhecido chamada Amanhã é Ontem, publicada no formato e-book no site oficial,[22]  logo em seguida, lança pela editora Marca de Fantasia o livro O Roteiro nas Histórias em Quadrinhos.

Em 2011, um conto baseado em Exploradores do Desconhecido foi publicado na revista independente Space Opera 2 publicada pele coletivo Jupiter II.. Também em 2011 participou da coletânea Espectra (ed. Literata) e foi selecionado para as coletâneas Metamoforse II (ed. Literata), Deuses (ed. Infinitum) e PsyVamp (ed. Infinitum), além roteirizar histórias de Didi & Lili - Geração Mangá. Em Outubro de 2012, lançou o livro A Face do Leviatã pela editora Livrorama e o livro Grafipar: A Editora Que Saiu do Eixo pela Editoral Kalaco.
Em  2013, publica quatro livros para Kindle: Parallela Mundi vol 1 – O Homem que caiu do Céu, Piratas e Outros Contos (e-book grátis), e Curso de roteiro para histórias em quadrinhos, todos pela editora Navras, no mesmo tem a história quadrinhos A Turma da Tribo desenhada por Ricardo Manhães, selecionada pelo Edital de literatura Simãozinho Sonhador, promovido pela Secretaria de Cultura do Estado do Amapá, em 2014, a dupla foi convidada pelo jornalista belga Lionel Flips para participar de uma homenagem a Asterix, ambos fizeram uma história onde a Turma da Tribo se encontra com Asterix e os gauleses, no mesmo ano, a editora Opera Graphica lança o álbum A Insólita Família Titã, uma série criada nos anos 90, em parceria com Joe Bennett para revistas eróticas da Editora Sampa, o grupo a Família Titã foi criado pela dupla para homenagear a Família Marvel. Histórias do grupo também foram publicadas no formato e-book e disponibilizado no site da Editora Nona Arte. Foi contratado para roteirizar histórias do herói britânico Dan Dare para a revista Strip Magazine da Print Media Productions, contudo, a revista foi cancelada e a história não foi publicada. Em 2015, publica pela Marca de Fantasia o livro "Como escrever quadrinhos".
Em 1.º de abril (dia da mentira) de 2016, a Editora Quadrinhópole lança o álbum As Histórias Perdidas do Capitão Gralha, roteirizadas por Leonardo Melo, Gian Danton, JJ Marreiro e Antonio Eder e ilustradas por JJ Marreiro, Rui Silveira, Daniel Mallzhen, Edson Kohatsu, Mozart Couto, Giuliano Peratelli, Adauto Silva, Antonio Eder e Márcio Freire. No mesmo ano, publica Francisco Iwerten – biografia de uma lenda, co-escrito por Antonio Eder.
Em 2018, participa da quinta edição de Clássicos Revisitados da editora Quadrinhopole, que mescla histórias de filmes e quadrinhos, onde escreve três histórias: Rebeldes sem causa, ilustrada por Bira Dantas, que une Juventude Transviada e Os Sobrinhos do Capitão, O Manicômio do Dr. Caligari, desenhada por Gabriel Lucas, que une O gabinete do Doutor Caligari e A Garra Cinzenta e Gremilins Amarelo, desenhada por Biribinha, que une Yellow Kid e Gremlins.
Em 2019, publica Hiper-realidade e simulacro nos quadrinhos: a fantástica história de Francisco Iwerten pela editora Marca de Fantasia, o livro é inspirado em uma tese de doutorado, apresentada por ele na Universidade Federal de Goiás.
Em outubro de 2020, participou da antologia de contos 2021, publicada pela Marca de Fantasia editada por Edgar Franco, onde fez um conto inspirado em uma ilustração feita por Edgar.
Ainda em 2020, publica o romance Cabanagem, pela AVEC Editora. A obra conta com ilustrações de Roberto Mendes, Rafael Senra, Otoniel Oliveira, Antonio Eder, Andrei Miralha, Igum Djorge e Romahs, com prefácio de Alcinéa Cavalcante (jornalista e Membro da Academia de Letras do Amapá). A obra (um romance histórico) traz um enredo focado em uma revolta popular chamada Cabanagem, que ocorreu na Província do Grão-Pará no período de 1835 a 1840)  .
Em 2022, publica pela Editora Marca de Fantasia o livro Jornalismo em Quadrinhos. Com prefácio de Rafael Senra, a obra traz uma introdução ao tema do jornalismo em quadrinhos, com o histórico desse subgênero, seus conceitos básicos, e, baseado na experiência do próprio Gian, traz também bastidores do processo de produção de uma história em quadrinhos jornalística - desde a consulta das fontes até a elaboração do roteiro e mesmo a página finalizada .  
Em outubro de 2022, Gian se torna um imortal da Academia Amapaense de Letras, conquistando a cadeira antes ocupada pelo professor Gabriel de Almeida Café . Em 2024, fez o texto de apresentação da antologia 2057, organizada por Carlos Hollanda e Rafael Senra para a Editora Verter.  
Também é membro da Associação de Pesquisadores em Arte Sequencial (ASPAS).

## Obras
- Oliveira, Ivan Carlo Andrade De (2024). História dos Quadrinhos (PDF). Macapá: Unifap. ISBN 978-65-89517-75-7